# Norton Rose Fulbright
Norton Rose Fulbright ist eine international tätige Anwaltskanzlei in der Rechtsform eines Vereins schweizerischen Rechts. Sie berät im gesamten Wirtschaftsrecht und ist mit mehr als 4.000 Rechtsanwälten an 50 Standorten eine der größten Sozietäten der Welt.
In Deutschland ist Norton Rose Fulbright mit rund 150 Berufsträgern in Düsseldorf, Frankfurt am Main, Hamburg und München vertreten.

## Geschichte

### Norton Rose
Der Ursprung der britischen Norton Rose geht auf das Jahr 1794 zurück. Im Laufe der Zeit wuchs die Kanzlei zu einer der maßgeblichen Kräfte in London heran, bis sie 1960 mit der auf Schifffahrtsrecht spezialisierten Sozietät Botterell & Roche fusionierte. Dadurch profitierte sie vom Wachstum des Welthandels und war u. a. an der Verstaatlichung von British Steel beteiligt. In den folgenden Jahren begann Norton Rose mit einer internationalen Expansion durch zweistellige Bürogründungen in Asien, Europa und dem Nahen Osten. Dem folgten Fusionen mit weiteren Wirtschaftskanzleien, etwa 2010 mit der australischen Deacons, 2011 mit der südafrikanischen Deneys Reitz sowie der kanadischen Ogilvy Renault oder ein Jahr später mit den dortigen Konkurrenten von Macleod Dixon.

### Fulbright & Jaworski
2013 schloss sich Norton Rose schließlich mit der US-amerikanischen Sozietät Fulbright & Jaworski zusammen, die 1919 mit einem Beratungsschwerpunkt im Finanzsektor gegründet wurde. Nachdem die Kanzlei ab 1930 auch im Rohstoffgeschäft beratend tätigt wurde, expandierte Fulbright vor allem innerhalb des Hauptmarktes – den Vereinigten Staaten – weiter und erlangte nationales Ansehen u. a. durch die Bestellung ihres Mitgründers Leon Jaworskis als Sonderermittler in der Watergate-Affäre. Ende der 1980er Jahre legte die Sozietät ihre Geschäfte im Rahmen der bis dahin größten US-Kanzleifusion mit Reavis & McGrath zusammen.

### Norton Rose Fulbright
Die heutige Kanzlei in der Rechtsform eines Vereins Schweizerischen Rechts zeichnet sich daher durch zwei starke, namensgebende Kanzleiteile aus, sodass sie aus deutscher Sicht weder als klassische US- noch als im traditionellen Sinne britische Sozietät gelten kann. Die meisten ihrer zentralen Einrichtungen sind jedoch am faktischen Hauptsitz in London eingerichtet. Seit der Fusion hat Norton Rose Fulbright weitere Konkurrenten geschluckt, darunter Bull Housser aus Kanada sowie insbesondere Chadbourne & Parke in den Vereinigten Staaten (beide 2017). Rund 7.000 Personen, darunter über 4000 Berufsträger, sind nunmehr an 50 Standorten in allen Bereichen des Wirtschaftsrechts tätig.

## Rechtsgebiete
Innerhalb der Gruppe global führender Wirtschaftskanzleien folgt auch Norton Rose Fulbright dem sogenannten full service-Ansatz, bietet also ganzheitliche Rechtsberatung in allen Kernbereichen der Mandantenbelange an. Ihr hauptsächliches Beratungsfeld liegt im Finanzmarkt, dem Energiesektor, dem Gesundheitswesen, der Logistikbranche sowie insbesondere im Bereich Infrastruktur, Minen und Rohstoffe. Neben der Beratung bei Transaktionen, Projekten und Kapitalveränderungen ist Norton Rose Fulbright auch in der Prozessführung sowie bei der Durchführung interner Untersuchungen tätig und vertritt unter anderem Jared Kushner, Chefberater des US-Präsidenten Donald Trump, in der sogenannten Russland-Affäre.

## Standorte
Die deutschen Büros liegen in Frankfurt am Main (Taunusturm), Hamburg (Kaufmannshaus), München (Fünf Höfe) und Düsseldorf (Dreischeibenhaus).
Darüber hinaus unterhält Norton Rose Fulbright Büros in folgenden Städten:
- Kanada: Calgary, Montréal, Ottawa, Québec, Toronto und Vancouver,
- Vereinigte Staaten: Austin, Dallas, Denver, Houston, Los Angeles, Minneapolis, New York, San Antonio, San Francisco, St. Louis und Washington, D.C,
- Südamerika: Mexiko-Stadt, Rio de Janeiro und São Paulo,
- Europa (ohne Deutschland): Athen, Amsterdam, Brüssel, Istanbul, London, Luxemburg, Mailand, Monaco, Moskau, Paris, Piräus und Warschau,
- Naher Osten: Bahrain, Riad (assoziiert) und Dubai,
- Afrika: Bujumbura (assoziiert), Casablanca, Durban, Harare (assoziiert), Johannesburg, Kampala (assoziiert), Kapstadt und Nairobi (assoziiert),
- Asien-Pazifik: Bangkok, Brisbane, Canberra, Hongkong, Jakarta (assoziiert), Melbourne, Peking, Perth, Port Moresby, Shanghai, Sydney, Singapur und Tokio.